# 清水局事件
清水局事件（しみずきょくじけん）は、1948年（昭和23年）に静岡県清水市（当時。現在の静岡市清水区）で発生した書留郵便の窃盗事件である。無実の罪に問われた冤罪被害者が、自らの手で真犯人を探し出し、事件を解決に導いた稀有な事例として知られる。
| 年     | 月日     | 事柄                                     |
| ------ | -------- | ---------------------------------------- |
| 1948年 | 02月初頭 | 事件発生。                               |
|        | 02月27日 | A、緊急逮捕される。                      |
|        | 03月10日 | A、起訴される。                          |
|        | 03月22日 | 静岡地方裁判所で一審公判開始。           |
|        | 07月19日 | 一審終了。 Aに懲役1年6か月の実刑判決。   |
| 1950年 | 08月14日 | 東京高等裁判所で控訴審開始。             |
| 1951年 | 04月30日 | 控訴審終了。 Aに懲役1年6か月の実刑判決。 |
|        |          |                                          |
|        | 09月06日 | 世田谷警察署が真犯人を検挙。             |
|        | 11月26日 | 東京地裁で真犯人に懲役1年の実刑判決。    |
|        |          |                                          |
| 1952年 | 03月27日 | 最高裁判所で上告審開始。                 |
|        | 04月24日 | 上告審終了。 破棄自判によりAに無罪判決。 |

1948年2月、清水市の合板会社へ宛てられた小切手の書留郵便が、逓送中に何者かに盗まれ、さらに偽造印と架空の名義で換金されていることが発覚した。捜査の結果、清水郵便局局員であった当時22歳の男、Aが被疑者として浮上した。Aには犯行日のアリバイがなく、複数の目撃者もAが犯人に似ていると証言し、4度に渡って行われた筆跡鑑定の結果も、そのすべてがAを犯人であると指し示した。Aは一貫して無実を訴え続けるも、一審と控訴審ではともに懲役1年6か月の実刑判決を受けた。
もはや裁判では有罪を覆すことができない、と考えたAと弁護人は、上告審までの僅かな期間に自力で真犯人を捕えることを決意した。そして独自の調査の結果、Aはかつての捜査でアリバイがあるとされていた人物に、アリバイが成立しない可能性があることを突き止めた。Aによるこの調査が契機となってその人物は検挙され、書留窃盗事件の真犯人であることが判明した。そして、事件発生から4年が経過した1952年（昭和27年）4月、最高裁判所は自判によりAに無罪判決を言い渡し、事件は冤罪と認められた。

## 事件と捜査
1948年（昭和23年）2月4日、静岡県清水市に在する合板会社、富士合板株式会社は、神奈川県の取引先へ商品を発送した。取引先はこれに応え、15万8991円の代金を、7万9491円の自由小切手と7万9500円の封鎖小切手に分けて、同月6日に速達の書留郵便で静岡銀行清水支店へ送金した。
ところが、小切手が一向に到着しないことを不審に思った富士合板が銀行へ問い合わせると、7万9491円の自由小切手は同月10日の時点で、すでに何者かによって換金されていることが発覚した。その小切手の裏書には、

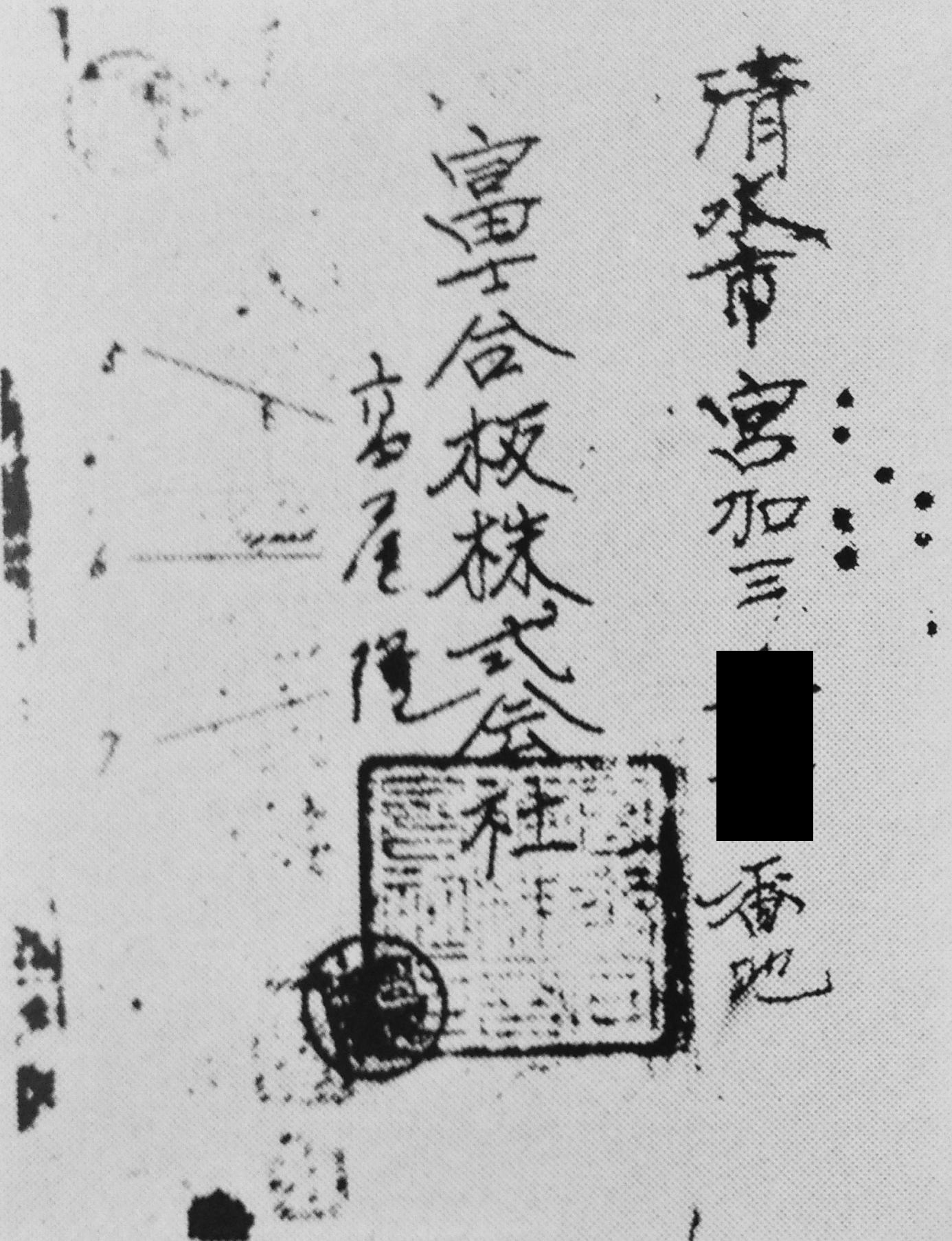
小切手の裏書

という架空の名義とともに会社の偽造印が捺されていたため、同月16日に富士合板は清水警察署へ被害届を提出した。清水署はこれを逓送中の書留が郵便局員によって窃取された事件であると推定し、捜査を管轄の名古屋逓信局へ委託した。

### 書留の行方
名古屋逓信局の調査によって、小切手を送った書留の行方について次のような情報が得られた。すなわち、書留は2月6日に神奈川郵便局から東京発の鉄道郵便で清水郵便局まで発送されている。同日に神奈川局から清水局へ発送された書留はこの他に5通あったが、神奈川局はこれらを3通ずつ2つの郵袋に分けて発送した。しかし、清水局へは郵袋が1個しか届かず、さらに、未着の郵袋中の書留のうち富士合板宛のもの以外の1通も紛失していることが判明した（残る1通は後日、普通郵便に混じっているところを静岡郵便局で発見され、清水局へ回送された）。
書留のうち1通が普通郵便に混じって発見されていたことから、窃盗は郵便列車内で書留が普通郵便に紛れてから、書留が普通郵便とともに静岡局あるいは清水局へ着くまでのいずれかの段階で、内部犯により行われた、と逓信局は推測した。

### 目撃証言と筆跡
小切手が換金された静岡銀行清水支店によれば、換金に訪れたのは年齢や人相は分からないが若い男のようで、その日時は2月10日の10時30分頃であったという。
一方、富士合板の偽造印を作成したのは静岡市の印判屋であることが逓信局の調べで分かったが、印判屋の店主と店員によれば、印の注文に訪れたのは23歳程度、身長5尺1寸ほどの痩せ型の男で、2月8日の10時頃から15時頃にかけて3度来店し、「高尾隆」の印と「富士合板株式会社」の印の注文と受け取りを行ったという（下表参照）。さらに、その男は自分が清水の人間であると語り、店の帳簿にも「清水市入江岡〔丁目以下略〕高尾隆」という実在の地名を記入している。以上のことから逓信局は、犯人が清水に土地鑑のある人物、すなわち清水局の局員であると推定した。
そして、局員の中で整理前の郵便に触れる機会があり、なおかつ2月8日と10日の両方のアリバイがない唯一の人物として、当時22歳の通信監視員、Aが浮かび上がった。逓信局が印判屋の店主と店員にAの面通しをさせたところ、2人は揃ってAが犯人に似ていると証言し、店主は「オーバーを着てズボン軍靴を履いた後ろ姿はそっくりである」「注文の印判原簿をもって、私があなたにこの印章の注文を受けたとつきつけてもいい」とまで断言した（ただし、実際には店主は犯人と応対しておらず、犯人の姿も店から出てゆく後ろ姿しか見ていない）。

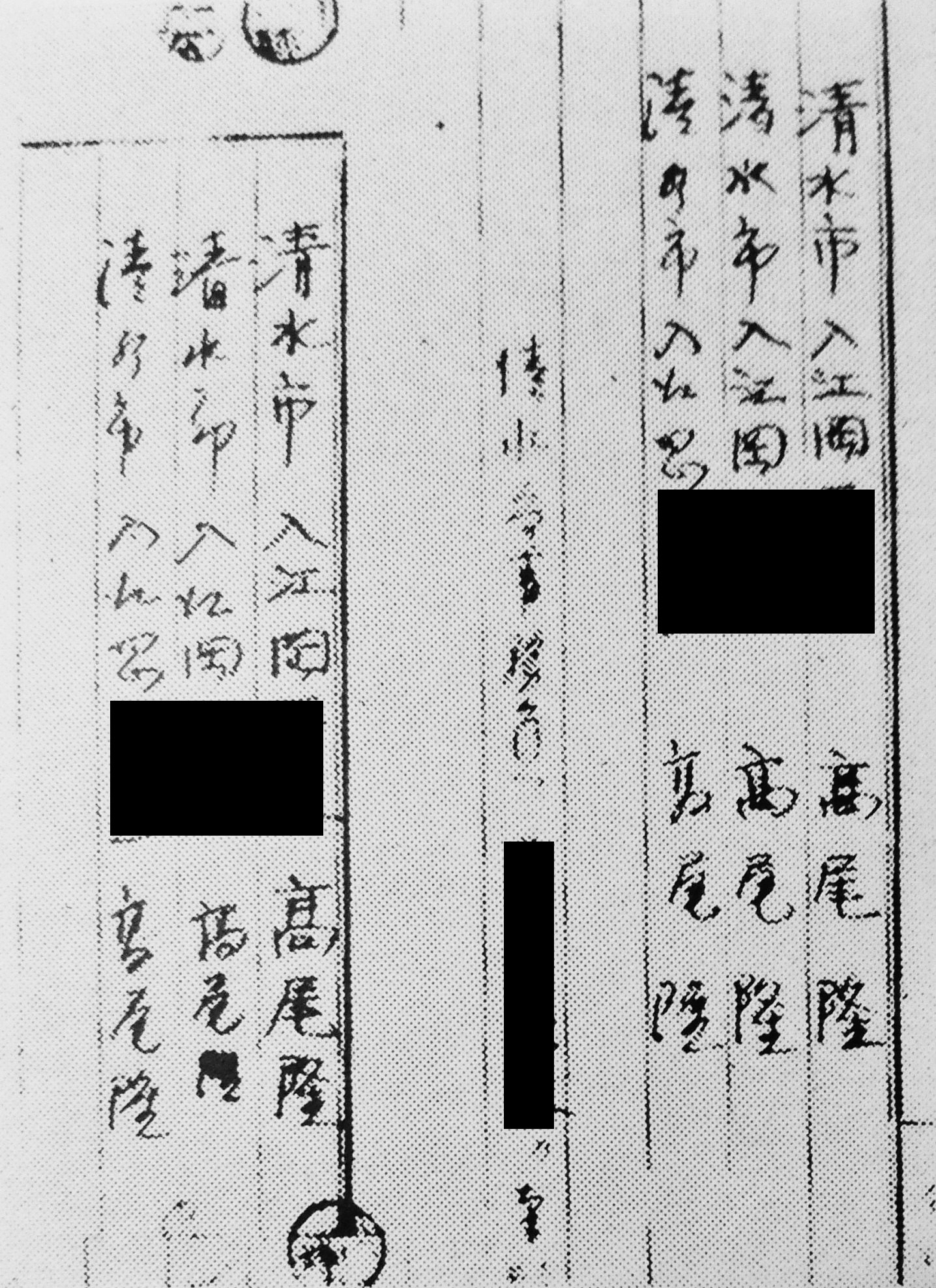
Aの筆跡

これらの証言に加え、犯人が印判屋の帳簿に記した「清水市入江岡〔略〕高尾隆」という文字をAにも書かせてみたところ、その筆跡も帳簿や小切手の裏書にある犯人のものと酷似していたため、逓信局は2月27日にAの身柄を清水警察署へ引き渡した。

### 取調べ
清水署へ引き渡されたAは即日緊急逮捕され、2日後に静岡地方検察庁へ送致された。
清水署と地検の調べに対してAは容疑を否認したが、2月8日と10日のアリバイについての主張は曖昧であった。また、逮捕から6日目の3月3日には、「普通郵便の区分をしていた際に発見した書留から小切手を盗み換金したが、すべて賭博で擦った」という内容の自白を行っている。また、清水局の配達区分棚は、富士合板行きのものとAの自宅行きのものが隣接していて、さらに局員は自分宛の郵便物を自由に持ち帰ることができたため、Aが配達先をごまかすことは容易であった。
しかし、翌日にAはこの自白を撤回した。当局もこの自白を重視せず、聴取書も作成していない（自白の存在も一審公判でA自身が証言したことにより初めて明らかになった）。
Aの尋問を行う一方で、清水署は各物証についての筆跡鑑定を、3月5日に県内の書家に対して依頼した。依頼を受けた書家は、小切手の裏書、印判屋の帳簿、印判屋に犯人が残したメモ書き、そしてAの筆跡の4点を比較した結果、そのすべてが同一人によるものである、と結論した（下表参照）。しかしAは、犯人の筆跡は自分のものに似ているが自分は犯人ではない、として容疑を否認し続けた。

## 一審
3月10日、Aは窃盗罪および詐欺罪で静岡地方裁判所へ起訴された。公判は同月22日から開始され、Aの弁護人となったのは、後に島田事件の主任弁護人となったことで知られる鈴木信雄であった。依頼を引き受けた当初の鈴木は、数々の証拠が示している通りにAが犯人ではないかと疑っていた。しかし、接見の際も自身の潔白を訴えるAの真摯な態度を目にして、鈴木はAが無実であるとの確信を持ったという。

### 証言
一審では多くの証人が出廷した。Aの同僚らは、Aは信用のおける人間であると証言した。Aの家族も、2月8日にはAは11時頃まで家にいて、また事件後に金回りのよくなった様子もない、と述べた。一方で、印判屋の店員は捜査段階と同じく、Aは2月8日に来店した男に似ている、と証言した。弁護側は、店員と店主に対して嘘発見器を使用して尋問することを求めたが、裁判所はこれを却下した。
そしてこれら証人のうち、鉄道郵便局の監査役が次のような証言を行っている。すなわち、事件発生からしばらくして、件の書留が逓送された列車の乗務員の1人が消息を絶った。その局員は入局1か月目の新人であったが、窃盗の前科があり素行も不良であったという。しかし、この局員は2月8日の9時過ぎに東京駅で乗務に就いていたことが確認されており、そこから1時間ほどで静岡市の印判屋に姿を現すことは不可能であるとされたため、捜査の対象とはならなかった。

### アリバイの主張
4月28日、Aは保釈金を納入し身柄を解放された。そしてその直後、新たに2月8日のアリバイを申し立てる上申書を提出した。それによると、当日は市内の映画館へ向かおうと11時頃に家を出たが、上映時間まで間があったので清水局へ顔を出して、しばらく局の電信業務を手伝った。そして12時頃に映画館へ向かい、そこで偶然居合わせた同僚と映画を鑑賞した。その後は同僚と別れて15時頃に再び局へ顔を出し、16時前まで再度電信業務を手伝ってから帰宅したという。
Aの同僚は、Aと一緒に映画を見たのは確かだが、それが2月8日であったかは確実でないと証言した。しかし清水局の2月8日の記録には、Aが電信を打っていたと主張する時刻の原簿が、Aのものと思われるサイン入りで残されていた（清水局では、電信課員以外の者が電信を行った場合には、原簿の隅に姓の頭文字を記入することになっていた）。そして、清水局から印判屋までは電車で40分から1時間かかることから、自分にはアリバイが成立している、とAは主張した。
| 時刻                 | Aの主張              | 印判屋の店主・店員の証言                                   |
| -------------------- | -------------------- | ---------------------------------------------------------- |
| 10時頃または10時半頃 |                      | 犯人が「高尾隆」印を注文                                   |
| 11時頃               | 自宅を出る           | 犯人が「高尾隆」印を受け取り、「富士合板株式会社」印を注文 |
| 11時27分-52分        | 清水局で電信を手伝う |                                                            |
| 12時0分-14時35分     | 市内で映画鑑賞       |                                                            |
| 14時半頃または15時頃 |                      | 犯人が「富士合板株式会社」印を受け取る                     |
| 15時22分-50分        | 清水局で電信を手伝う |                                                            |

### 筆跡再鑑定
争点の一つとなったAの筆跡について、静岡地裁は職権で東京地方裁判所に再鑑定人の選任を嘱託し、東京地裁に選任された筆跡印影鑑定人は5月24日付で鑑定結果を提出した。そして再鑑定の結果はまたしても、犯人が残した3点の筆跡はAの筆跡と一致する、というものであった（下表参照。この結果を聞いたAは、「この手はどうして悪い人間と同じ様な字を書くのだ」と自らの手を叩いて嘆いたという）。

### 一審判決
以上の審理を経て事実調べと証拠調べは終了し、検察側はAに懲役2年6か月を求刑した。対する弁護側は、筆跡鑑定はあくまで推測にすぎないのであって断定的な証拠ではない、とAの無罪を主張した。そして7月19日の第7回公判において、判事の小倉明により判決は言い渡された。
判決は、目撃者の証言と筆跡鑑定の結果、そして1日だけとはいえAが犯行を自白していることを理由として、Aに窃盗罪で懲役1年6か月の実刑判決を下した（詐欺罪については、窃盗行為に吸収されるとして罪数の構成を認めなかった）。判決を不服としてAは即日控訴した。

## 控訴審
控訴審は東京高等裁判所第九刑事部に係属することとなり、公判は一審判決から2年以上が経過した1950年（昭和25年）8月14日に開始された。

### アリバイの検証
控訴審で新たな証言を行ったAの近隣住民は、2月8日の11時前にAが自宅にいるのを見た、と証言した。なぜ2年以上前の記憶がそれほど克明なのか、との問いに対してその住民は、2月8日は田舎で神送りの祭があり、その準備をしていたため印象に残っている、と述べた。
さらに、一審でAが自身のアリバイの根拠とした清水局の電信原簿についても、検討が加えられた。2月8日の電信原簿のうち、隅にAの姓の頭文字のサインが入ったものは、
- 11時27分から11時52分までの発信 / 19通
- 13時29分から13時46分までの発信 / 9通
- 15時22分から15時50分までの発信 / 12通

の計40通あった。清水局にはAと同じ姓の頭文字を持つ経理係員がいたが、11時台と15時台の発信がAによるもので、13時台の発信が経理係員であるという点について、Aと経理係員の両者の主張は一致した。

### 筆跡再々鑑定
Aのアリバイを補強するこの証言に対し、検察側はこれまでの鑑定試料の再々鑑定に加えて、電信原簿のサインの筆跡鑑定を行うことを求め、裁判所はこれを許可した。鑑定人となった警視庁刑事鑑識課技官の町田欣一は、これまでの鑑定とは異なり拡大写真を使用した科学的な分析を行い、12月25日に鑑定結果を提出した。その結果は、犯人の残した3点の筆跡がやはりAと一致するのみならず、Aが自身の筆跡であると主張していた11時台と15時台の原簿の筆跡も、経理係員のものとされる13時台の原簿のそれと同一である、というものであった（下表参照）。
3度目の鑑定もAの不利に働いたことを受け、弁護側は4度目の鑑定を裁判所へ申請した。裁判長はこの要請に「鑑定料がもったいないでしょう」と呆れたが、結局は弁護側の申請した鑑定人である、科学捜査研究所写真課課長の高村巌による再鑑定を許可した。高村もまた拡大写真による分析を行い、1951年（昭和26年）4月6日に鑑定結果を提出した。そしてその結果は、従来のものと同様にAの筆跡が犯人のものと同一であることを肯定し、Aが発信したはずの15時台の電信原簿の筆跡も、経理係員による13時台の原簿の筆跡と一致する、というものであった（下表参照）。

個々の文字の拡大画像
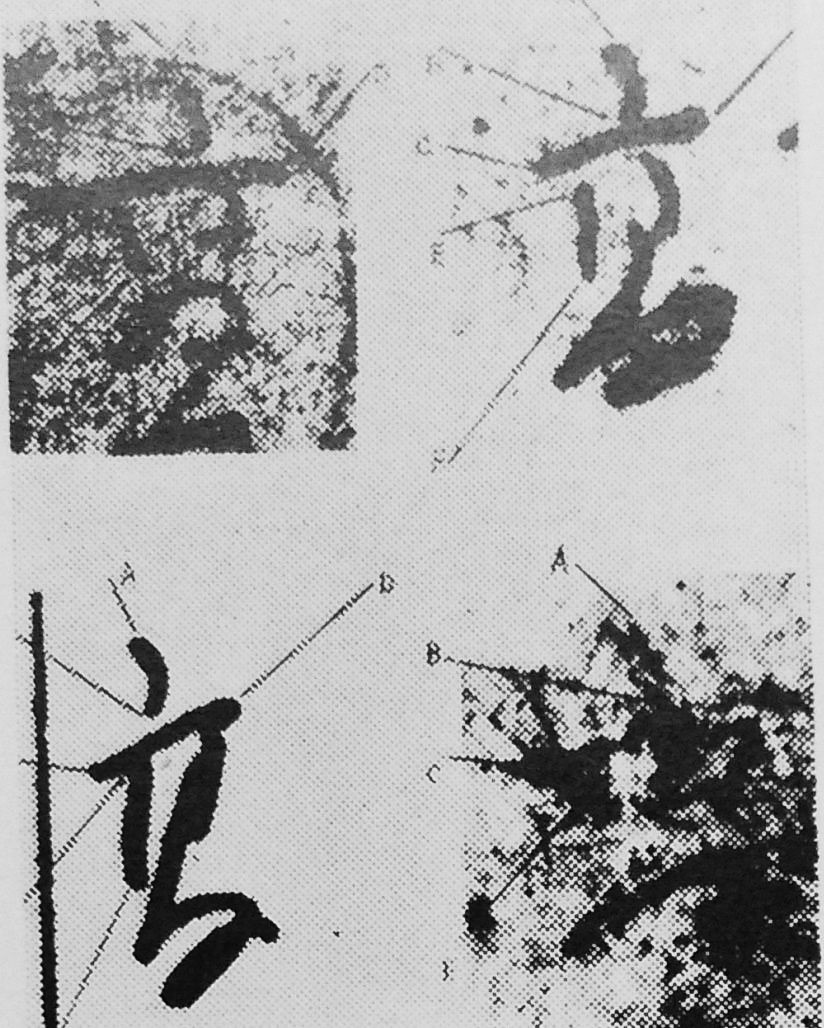
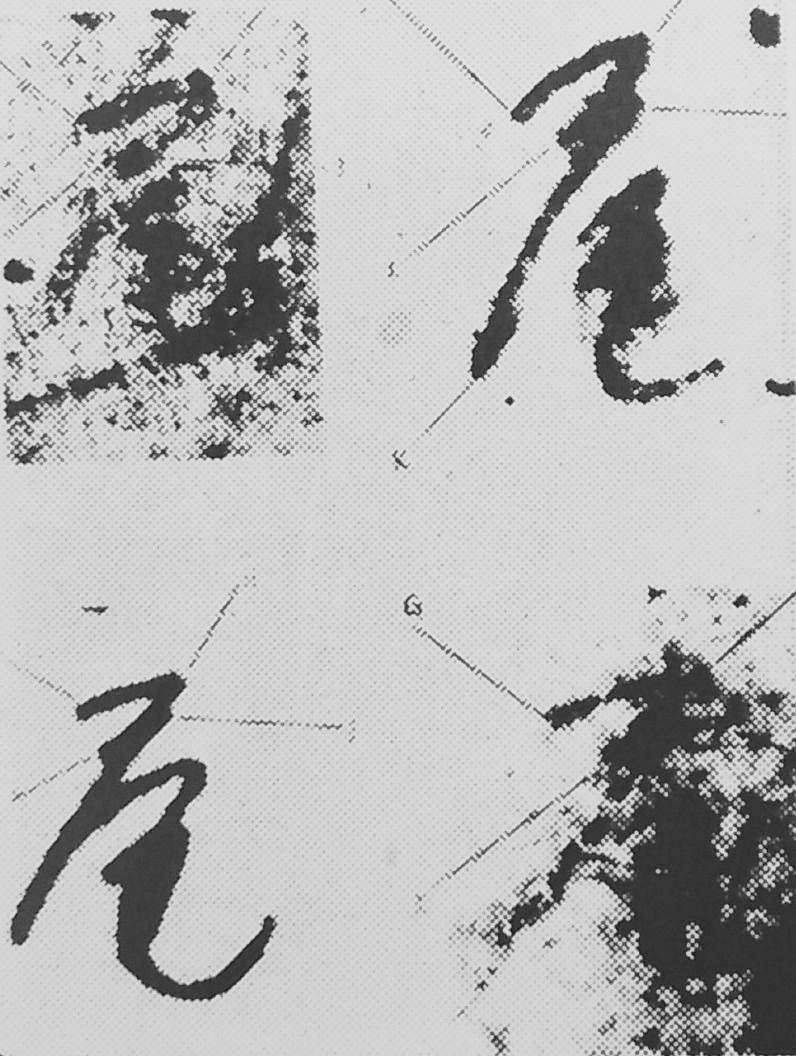
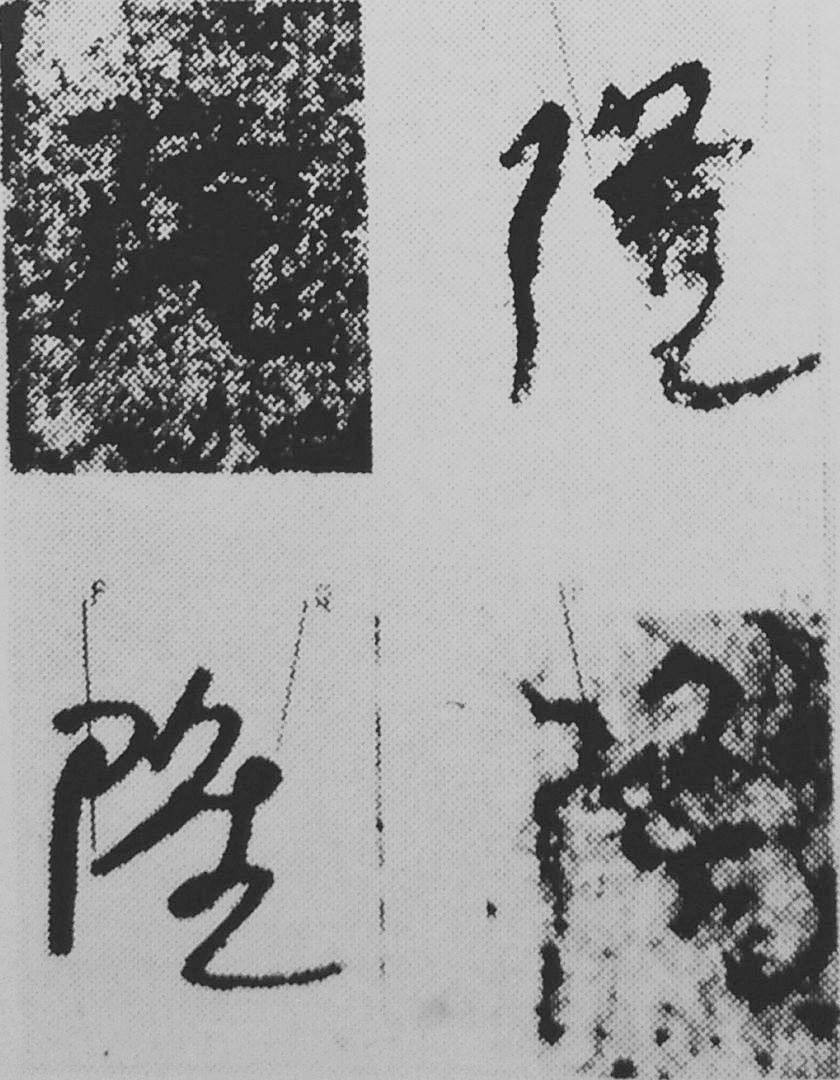

| 鑑定人               | 鑑定試料             | 鑑定試料                  | 鑑定試料                  | 鑑定試料                    | 鑑定試料                 | 鑑定試料   | 鑑定試料   |
| 鑑定人               | Aの筆跡 （画像左下） | 小切手の裏書 （画像右上） | 印判屋の帳簿 （画像右下） | 印判屋でのメモ （画像左上） | 電信原簿                 | 電信原簿   | 電信原簿   |
| 鑑定人               | Aの筆跡 （画像左下） | 小切手の裏書 （画像右上） | 印判屋の帳簿 （画像右下） | 印判屋でのメモ （画像左上） | 11時台発信               | 13時台発信 | 15時台発信 |
| -------------------- | -------------------- | ------------------------- | ------------------------- | --------------------------- | ------------------------ | ---------- | ---------- |
| 書家                 | 同一                 | 同一                      | 同一                      | 同一                        |                          |            |            |
| 東京地裁選任の鑑定人 | 同一                 | 同一                      | 同一                      | 同一                        |                          |            |            |
| 町田欣一             | 同一                 | 同一                      | 同一                      | 同一                        | 同一                     | 同一       | 同一       |
| 高村巌               | 同一                 | 同一                      | 同一                      | 同一                        | 午後発信のものとは異なる | 同一       | 同一       |

- 個々の文字の拡大画像

### 控訴審判決
弁護側が選任した鑑定人すらも、Aが犯人であることを示す結論を出したことは、Aにとって致命傷となった。検察側は、Aが犯人であることは明らかであるとしながらも、Aに改悛の情がまったく見られないとして付帯控訴し、懲役2年を求刑した。
しかし、なおも鈴木は、Aは無実である、誤っているのは筆跡鑑定の方であると信じ続けた。最終弁論においても鈴木は、「判決の言い渡しを半年延期していただきたい。さすれば、被告人と弁護人とで真犯人を捕えて裁判長の面前に竝し来ることができる」と言い張った。だが、この「一世一代のハッタリ弁論」は受け入れられず、4月30日の第9回公判において、裁判長の中野保雄により控訴審判決は言い渡された。
判決は、一審と同じく懲役1年6か月の実刑であった。有罪の理由もやはり自白の存在と筆跡鑑定の結果であったが、弁護側のアリバイ立証は排斥され、筆跡鑑定の結果も、電信原簿についての部分のみ排斥された。

## 真犯人の捜索
控訴審判決日の夜にAは、こうなった以上は1年半後に釈放されてから自分で真犯人を探し出すより道はない、との覚悟を語った。これを聞いた鈴木も、このままAを服役させておめおめと弁護士を続けることはできない、もしも有罪が覆らなければ、自分は帰郷して農民に戻る、と決意した。そして鈴木は、もはや裁判で勝ち目はないと知りながら、ただ時間稼ぎのためだけに、翌5月1日に上告を申し立てた。
自力で真犯人を探し出すと決意したAと鈴木が最初に疑いを向けたのは、書留の本来の宛先である富士合板であった。2人は富士合板の従業員70人分の筆跡を「いろいろと手をつくして」入手したが、犯人の筆跡に近いものはなかった。従業員らの顔写真を、見合い話を作り出してまで収集したが、それらしき人相の者も見つからなかった（この頃の捜査についてAは「疑つた点だけでも申し訳なく思つているので、詳細については記したくない」と、多くを語らない）。

### 発見とアリバイ崩し
次に疑いが向けられたのは、書留が逓送された鉄道郵便車の乗務員、中でも事件後に消息を絶っていた当時21歳の乗務員、Xであった（上記参照）。事件当時の記録が散逸してしまっているなか、上京したAは関係者を訪ね歩き、8月になってついにXの現住所を特定した。素行不良者であるXのこと、何かしらの記録が残ってはいないか、とAは近郊の警視庁世田谷署横根駐在所を尋ねた。すると、偶然にも静岡県人であった駐在所巡査はAの境遇にいたく同情し、さらに3年前に知人の東京鉄道郵便局局員から、件の書留窃盗事件について相談を受けていたことも思い出した。巡査からXを調べてみると約束されたAは、一度清水へ戻った。
しかしながら、かつての捜査によれば、そのXは2月8日の9時過ぎに東京駅にいたという完璧なアリバイがある点が、Aには疑問として残っていた。そして、今までの裁判では犯人の印判注文日が2月8日とされていたが、その日付自体が誤っているのではないか、という可能性に思い至った。印判屋へ出向いてその点を追及するAに対し、店主は、犯人は2月8日に来店したとあくまでも主張した。しかし店の原簿については、一日ごとに記帳するのではなく、記憶を頼りに数日分を纏め書きすることもある、と認めた。
そこでAは再度上京し、物証である印判原簿を東京高裁で直接に閲覧した。そして、記帳に使用された筆記具の変化やインクの濃淡、線の太さの違いから、原簿が必ずしも規則的には書かれていないことを発見した。Aは、印判屋の店主と店員は不正確な原簿の日付をそのまま証言したに過ぎない、犯人が実際に来店したのは2月9日であり、Xにアリバイは成立しない、と結論した。

## 解決
Xのアリバイが成立していない可能性がある、との報告をAから受けた横根駐在所の巡査は、管内で発生していた他の窃盗事件についての取調べも兼ねて、9月6日にXを駐在所へ出頭させた。管内での窃盗についてXの聴取を行う傍ら、巡査は3年前の書留窃盗事件について水を向けた。すると、Xは「そのことか」と頭を掻いて、その場で書留の窃盗についてすべてを自白した。

### 真相
自白によれば、1948年2月6日、下り郵便列車で乗務に就いていたXが車内を清掃していると、列車の揺れで区分棚から1個の書留郵袋が床へ落ちたという。しかし、中の3通すべてを盗めば発覚すると考え、1通を普通郵便の棚に戻し、1通は金目のものでなかったので後に破り捨てた。
残る富士合板宛の1通を窃取したXは、2月8日に清水へ赴いて払出銀行や富士合板の下見を行い、翌9日に静岡市の印判屋で店主の妻に「高尾隆」と「富士合板株式会社」の印を注文した。取調べを面倒に思った店主の妻は、証言を店員に任せきりにしており、自分が見てきたような証言を続けていた店員は、実際には犯人の応対に出ていなかった。原簿に記した「清水市入江岡」という住所も、単に昔の交際相手の関係で知っていた清水の地名を使ったに過ぎないという。
翌10日にXは銀行で7万9491円の自由小切手を換金したが、26日までにほとんどを遊びに使い果たし、その後東京へ戻った。7万9500円の封鎖小切手についても某人に現金化を頼んだが、その後行方知れずになったという。
自白の内容はその後の捜査によって裏付けられた。印判屋店主の妻は、XがAよりも犯人に似ていると証言し、新たに行われた筆跡鑑定でも、小切手の裏書とXの筆跡は一致するとの結果が出た。1951年11月26日に東京地裁は、横根駐在所管内での窃盗事件について懲役1年6か月、書留窃盗事件について懲役1年の有罪判決を即決でXに言い渡した。Xは控訴せず、判決は確定した。

## 上告審判決
Xの有罪判決から4か月後の1952年（昭和27年）3月27日、最高裁第一小法廷にて、Aに対する上告審公判が開始された。弁護側は、無辜の処罰が憲法違反である旨の上告趣意を述べ、検察側もまた、Aが犯人でないことは明らかであるとして、刑事訴訟法第411条に基づき自判による無罪判決を求めた。
そして、事件発生から4年余りが経過した1952年4月24日、裁判長の齋藤悠輔以下4名の全員一致により、破棄自判による無罪判決がAに言い渡された。
この判決は、本来は再審事由について定めた新刑事訴訟法第411条第4号を、上告理由として受け入れている。しかしながら、再審事由を上告理由と認める規定は旧刑事訴訟法第413条にあるのであって、刑事訴訟法施行法第3条の2も、上告理由については新刑訴法を適用するよう定めている。また、仮に旧刑訴法に基いて再審手続きを進めるにせよ、本件上告審は旧刑訴法第506条の定める再審開始決定手続きのみを行い、同第511条の定める審判手続きを省略したとされるなど、この上告審判決には自判を行う法的根拠についての理論的不備が指摘されている。

## その後
最高裁での無罪判決が確定し、Aは2万4800円の刑事補償を受け取った。無罪判決言い渡しの日、Aは同僚たちに抱きかかえられながら、即日清水局へ復職した。1954年にAは、事件後も自分を信じ、支え続けてきた女性と結ばれた。結婚式には鈴木も出席したが、その祝辞は涙で言葉にならなかったという。
後に最高検察庁刑事部が取りまとめた報告書『起訴後眞犯人の現われた事件の検討』では、この事件は
- 偶然、AとXの容貌、服装、筆跡までが類似しており
- 偶然、Aの勤務状況が書留の窃取に都合のよいものであり
- 偶然、Aにアリバイがなく
- 偶然、Xに清水市の土地鑑があった

という不幸の重なり合いが招いた、極めてまれな事例である、と分析されている。しかし、それでもなお報告者は、捜査の素人である逓信局の報告を無批判に踏襲し、何らの裏取りも行わずAの逮捕、起訴に至ったとして、当時の警察、検察を厳しく批判している。そして、ただ独力で事件を解決せざるを得なかったAの苦闘は「ひしひしと私どもの胸に迫るものがあり、烈しく心を打たれるのである」と述べている。
裁判において正攻法で無罪を勝ち取ることができなかったこの事件を、鈴木は「弁護士としては失敗の記録である」と回顧している。しかし、Aは「今ある私の人生は、先生から頂いたものであると深く肝に銘じている」と鈴木に対する感謝を語っている。